# GJ 1061 d
GJ 1061 d (L 372-58 d или LHS 1565 d) — экзопланета у звезды GJ 1061 в созвездии Часов.
Открыта в обсерватории Ла Силья в 2020 году. Материнская звезда является красным карликом спектрального класса М5,5 V. Орбита находится на расстоянии 0,054 а.е. от LHS 1565.
Планета находится на расстоянии 12 световых лет от Земли. Индекс пригодности к жизни оценивается учеными в 86 %.

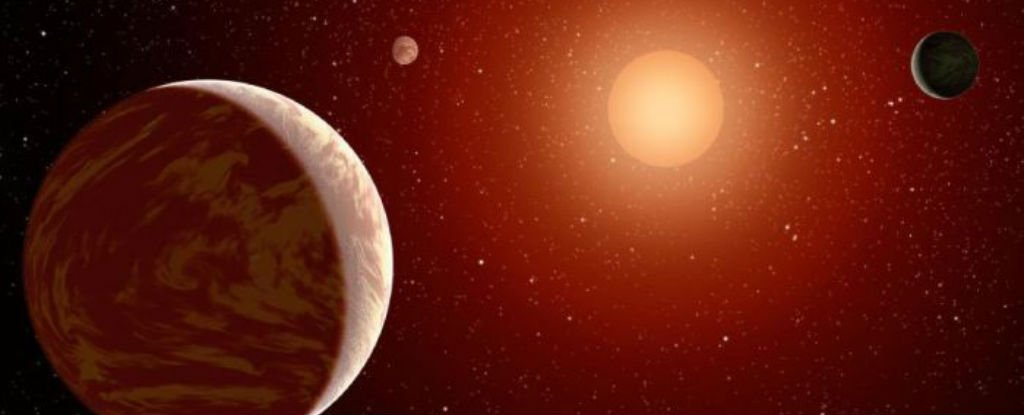
Звёздная система GJ 1061 в представлении художника

## Характеристики и звездная система
Масса планеты составляет 1,64 массы Земли. Полный оборот вокруг своей звезды планета делает за 13,031 день.
Предположительные температуры на поверхности неизвестны. Планета относится к классу потенциально заселяемых планет, из-за расположения в центре обитаемой зоны звезды GJ 1061.